# Autoportrait (Miró)
Pour les articles homonymes, voir Autoportrait (homonymie).
Autoportrait est une toile de Joan Miró peinte à Barcelone, en 1919. Ce deuxième autoportrait de l'artiste est le plus réussi. La toile, justement célèbre, est reproduite dans de nombreux catalogues et souvent présentée dans les expositions et rétrospectives de Miró.

## Contexte
De retour à Barcelone au cours de l'hiver 1918-1919, Miró revient au portrait qu'il avait beaucoup traité pendant sa période du fauvisme catalan, puis qu'il avait abandonné. Sa nouvelle manière contraste avec le déchaînement de couleurs des années précédentes. Il aborde son propre portrait avec un véritable esprit de grandeur.
Au printemps 1918, Picasso achète l'Autoportrait pour sa valeur hiératique dès que Miró lui rend visite ; un peu plus tard, il acquiert aussi Portrait de danseuse espagnole, de même force  vériste. Selon Jean-Louis Prat, la toile a été offerte à Picasso par Miró, « l'autoportrait fut offert à Picasso dans des circonstances que Miró a contées à Georges Raillard ». « Dalmau, qui avait fait ma première exposition personnelle à Barcelone en 1918, avait organisé à Paris en 1921, une exposition de mes œuvres à la galerie La Licorne. Il avait besoin de se faire ouvrir des portes. Il pensait que Picasso était bien placé et il lui a offert ce tableau pour lui faire plaisir. Picasso lui en avait parlé, il l'avait vu exposé à La Licorne. Le cadeau a plu à Picasso. »

## Description
« Cette peinture plate, directement inspirée par les fresques romanes de Catalogne, et qui n'use du cubisme qu'à dose homéopathique, […] n'est pas concevable sans Braque et Picasso. » Pour Miró, le cubisme est une méthode, une discipline avec cette rigueur que Pierre Reverdy dénonçait, mais que l'artiste a su utiliser avec profit.  Selon ses propres propos : « Le cubisme est une discipline de travail pour serrer au plus près la forme. »
Miró se représente lui-même en veste d'intérieur rouge. La tête est ronde, ainsi que le nez et le menton. Aucun élément agressif dans ce portrait tout en courbes, si ce n'est la passementerie noire qui orne le col ouvert et la bordure du boutonnage. Le visage est découpé en trois zones par l'implantation des cheveux : le front, les sourcils jusqu'à la bouche et la mâchoire. L'ensemble est étrange, comme si un masque couvrait le visage dans la zone 2. Le visage est plutôt rubicond, avec des cheveux calamistrés, et l'élégance des courbes parvient à ne pas rendre le visage inquiétant, ni le vêtement incongru.

## La critique
« Certains critiques ont prétendu que  Miró avait tenté de mettre le cubisme en pratique mais qu'il n'en avait jamais compris le véritable caractère, ni la signification profonde. » Ce que Jacques Dupin conteste énergiquement : selon lui, on ne peut imaginer qu'un peintre doué d'une si forte personnalité allait se convertir à un mouvement déjà sur le déclin.
C'est d'ailleurs une habitude de la critique de prétendre que Miró agit parfois en naïf, sans comprendre ce qu'il fait. Ainsi, son ami Michel Leiris lui reprochera plus tard d'avoir peint La Course de taureaux sans en avoir compris l'enjeu. Pourtant, le peintre agit ici en toute objectivité, une volonté d'objectivité absolue que l'on retrouve peu après, la même année, dans le Portrait de la petite fille.

## Expositions
- Joan Miró: Schnecke Frau Blume Stern, Museum Kunstpalast, Düsseldorf, 2002 — n°4.
- Miró : La couleur de mes rêves, Grand Palais, Paris, 2018-2019 — n°9.